# Saint-Jean-d'Ataux
Saint-Jean-d'Ataux là một xã, nằm ở tỉnh Dordogne vùng Aquitaine của Pháp. Xã này có diện tích 12,11 km², dân số năm 1999 là 150 người. Xã nằm ở khu vực có độ cao từ 71–157 m trên mực nước biển.

## Thông tin nhân khẩu
| Năm | 1962 | 1968 | 1975 | 1982 | 1990 | 1999 |
| --- | ---- | ---- | ---- | ---- | ---- | ---- |
| Dân số | 131  | 119  | 94   | 127  | 136  | 150  |
| From the year 1962 on: No double counting—residents of multiple communes (e.g. students and military personnel) are counted only once. |      |      |      |      |      |      |